# طواف إيطاليا 2011
طواف إيطاليا 2011 (بالإيطالية: 2011 Giro d'Italia)‏ هو سباق دراجات هوائية أقيم بتاريخ 7–29 مايو، تكون السباق من 21 مرحلة، استغرق السباق 84 ساعة 11 دقيقة 24 ثانية. فاز به الإيطالي ميشيل سكاربوني وحلّ ثانيا الإيطالي فينتشينزو نيبالي.

## الترتيب
| م                     | الدرّاج           | البلد          | الزمن                     |
| --------------------- | ---------------- | -------------- | ------------------------- |
| الفائز بالترتيب العام | ميشيل سكاربوني   | إيطاليا        | 84 ساعة 11 دقيقة 24 ثانية |
| الثاني                | فينتشينزو نيبالي | إيطاليا        |                           |
| حسب النقاط            | ميشيل سكاربوني   | إيطاليا        | -                         |
| التسلق                | ستيفانو جارزيلي  | إيطاليا        | -                         |
| أفضل شاب              | رومان كريوزيجير  | جمهورية التشيك | -                         |